# Lennart Nilsson (calciatore)
Lennart Nilsson (1º gennaio 1959) è un ex calciatore svedese, di ruolo attaccante.

## Carriera

### Club
Vanta 230 sfide in Allsvenskan e 16 presenze con 5 gol nelle competizioni UEFA per club.

### Nazionale
Esordisce il 13 novembre 1982 contro Cipro (0-1).

## Palmarès

### Club

#### Competizioni nazionali
- Allsvenskan: 2

Göteborg: 1987, 1990

#### Competizioni internazionali
- Coppa UEFA: 1

Göteborg: 1986-1987